# Tulbaghia simmleri
Tulbaghia simmleri là một loài thực vật có hoa trong họ Amaryllidaceae. Loài này được Beauverd miêu tả khoa học đầu tiên năm 1909.

## Hình ảnh

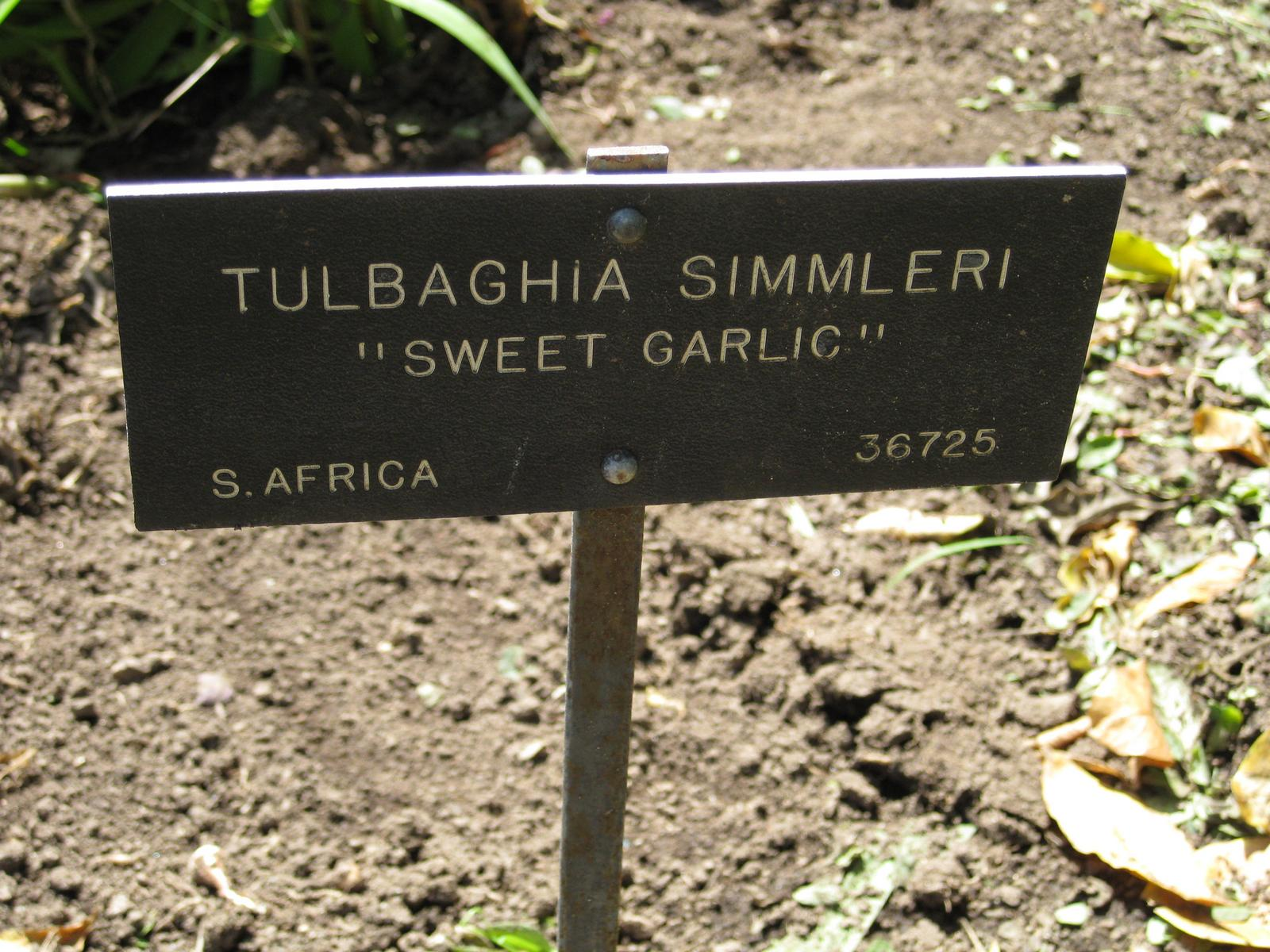
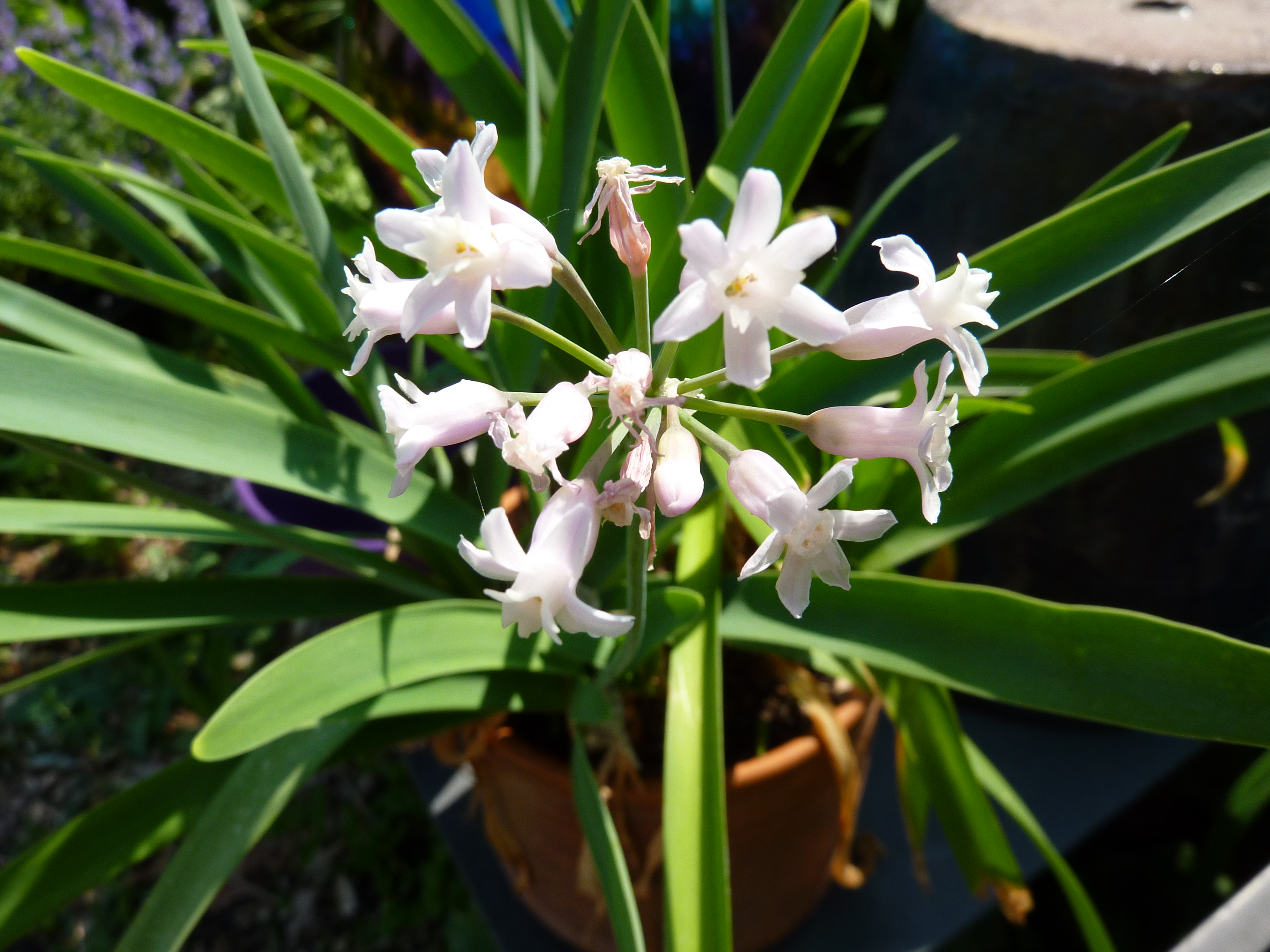
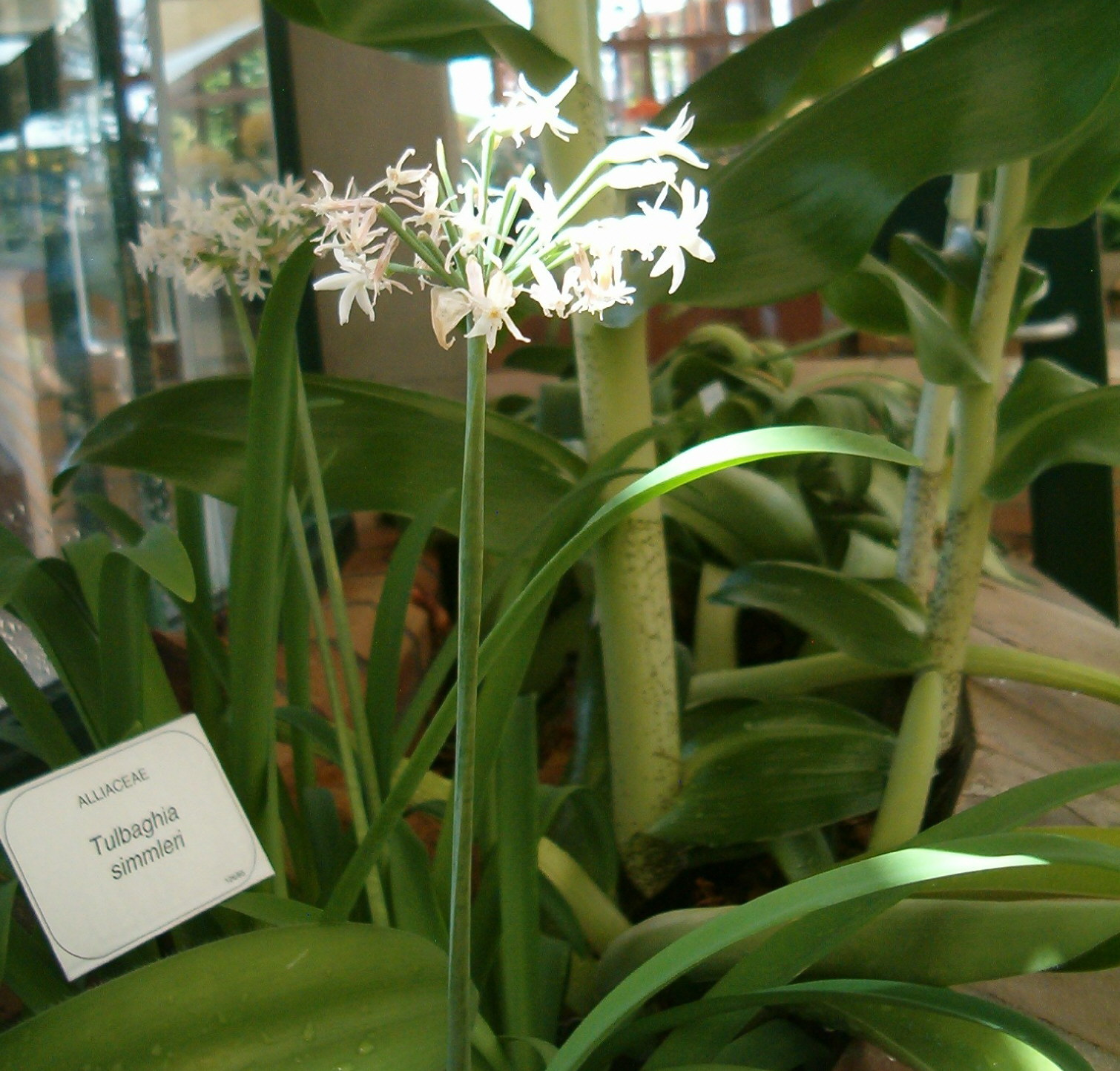
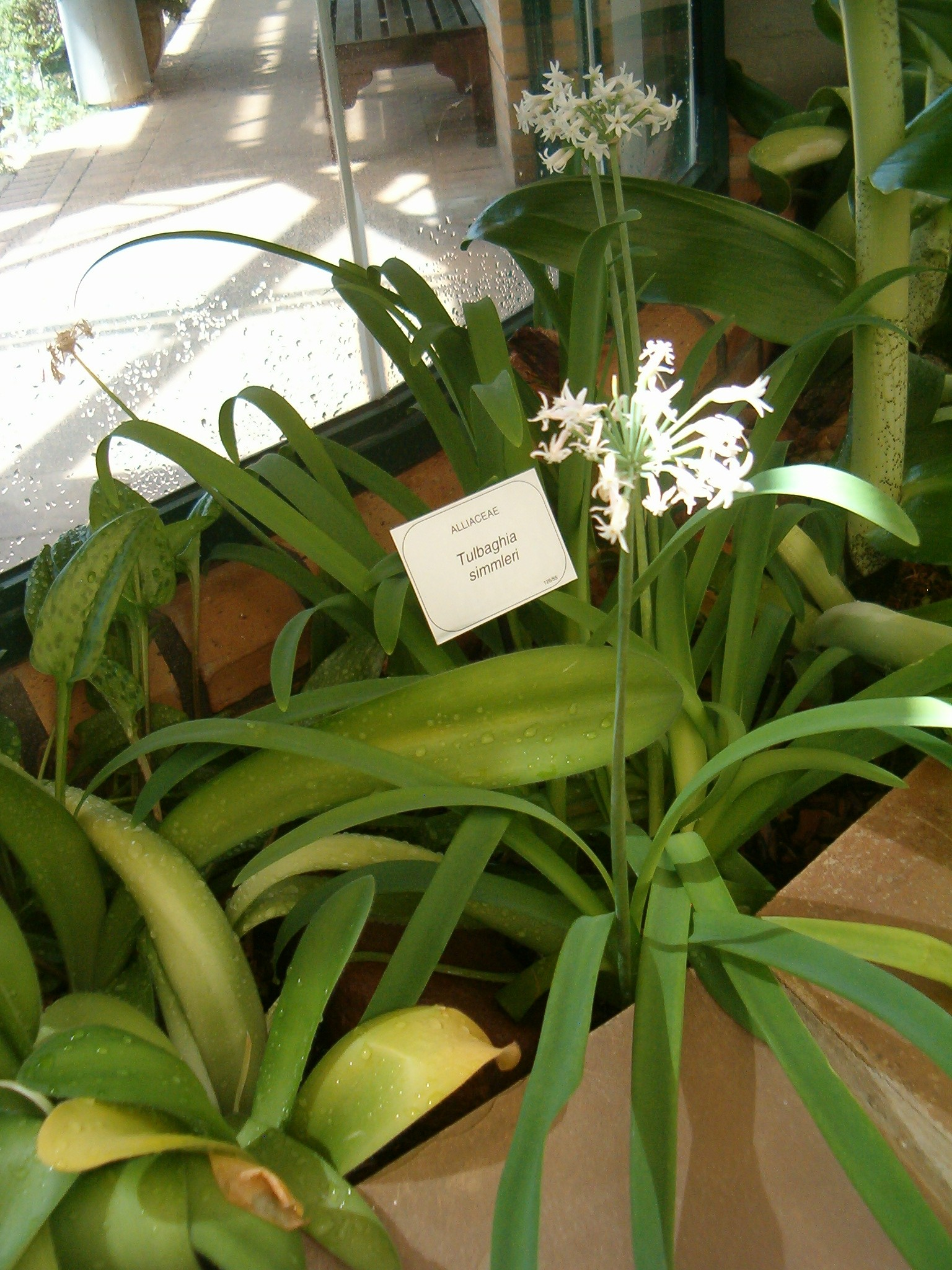